# École nationale supérieure d'art de Dijon
 (mars 2014).
L'École nationale supérieure d'art de Dijon (ENSA Dijon), anciennement l'École nationale des beaux-arts de Dijon, est un établissement public d’enseignement supérieur situé dans la commune de Dijon dans le département de la Côte-d'Or en région de Bourgogne-Franche-Comté
Placée sous la tutelle du ministère de la Culture et du ministère de l’Enseignement supérieur de la Recherche et de l’Innovation, l'école délivre deux diplômes nationaux : le diplôme national d'art (DNA) en trois ans, et le Diplôme national supérieur d'expression plastique (DNSEP) en cinq ans, conférant le grade de master 2.
L’école accueille environ 200 étudiants répartis entre les cinq années d’enseignement. Après une année commune, les étudiants choisissent l’une des deux options proposées par l’école « art » ou « design d’espace », conçues comme symétriques et complémentaires[Quoi ?].

## Présentation
L’École nationale supérieure d’art de Dijon est une des plus anciennes des sept écoles nationales en région. Issue de l’atelier de dessin du peintre François Devosge fondé en 1765, avec l'architecte Edme Verniquet et quelques autres artistes, elle a su développer son implantation locale et son rayonnement national et international. L’ENSA Dijon est le seul établissement public du ministère de la Culture ainsi que la seule école nationale supérieure d’art de la région Bourgogne-Franche-Comté. C’est aussi le seul établissement qui propose une unité de recherche et des programmes de recherche qui se construisent, s’affirment et permettent de l’identifier : « Art & Société », « Peinture & Couleur » et « Mutations urbaines ».
Installée en partie dans l’ancien palais abbatial du XVIIIe siècle, en plein cœur historique de Dijon et à une heure quarante de Paris en TGV, l’école bénéficie d’une situation géographique privilégiée. L’ajout d’un bâtiment
néoclassique construit en 1958 lui confère une surface de 3300 m2. Les étudiants ont ainsi a leur disposition :
- des plateaux de cours
- des ateliers (atelier fabrication, atelier infographie et sérigraphie, atelier multiples, atelier photographie, atelier couleur, atelier vidéo, studio son)
- un amphithéâtre
- un centre de prêt
- une bibliothèque
- des plateaux informatiques
- des espaces extérieurs
- un atelier résidence
- un studio pour les intervenants extérieurs

## Les études

### Les enseignements
La particularité de l’ENSA Dijon réside en sa capacité à délivrer un enseignement artistique généraliste tout en développant des spécificités nourries par les passerelles entre les options « art » et « design d’espace ». L’enseignement en école d’art se caractérise par la présence de professeurs menant parallèlement des carrières d’artistes, designers, architectes, philosophes, historiens ou critiques d’art, créant ainsi une grande perméabilité entre la vie de l’école et la vie active. Des cours d’histoire des arts, d’esthétique et de philosophie sont au programme tout au long des études qui s'organisent ainsi autour :
- de cours qui permettent l’acquisition de connaissances théoriques, techniques ou de culture générale
- d’entretiens individuels
- de travaux en atelier (photographie, son, infographie, vidéo, bois, métal, atelier multiples)
- d’ateliers de recherche et de création (ARC)
- de l’élaboration et du suivi de l’évolution d’un Projet de Recherche Plastique de l’Étudiant qui se précise tout au long de la scolarité.
- de conférences élaborées par les enseignants conviant artistes, designers, écrivains, chorégraphes, théoriciens
- d'ateliers de rentrée, organisés autour de techniques et disciplines spécifiques nécessitant une formation initiale
- de workshops de quatre jours avec des intervenants extérieurs
- de voyages d’étude
- de stages en France ou à l’étranger
- de résidences d'artistes.

### L'organisation des études
Les écoles d’art sont engagées dans le processus d’harmonisation européenne de l’enseignement supérieur conduisant à l’organisation des études en trois cycles (licence, master, doctorat), à la progressivité et à l’homogénéité des cursus dans le cadre du système européen de crédits cumulables et transférables (European Credits Transfer System / ECTS). Le diplôme national d’Art (DNA) en art ou design d’espace correspond à cent-quatre-vingt crédits (bac+3) et le diplôme national supérieur d’expression plastique (DNSEP) en art ou design d’espace de l’ENSA Dijon confère le grade de master 2. Les études sont organisées en semestre, chacun correspondant à trente crédits. La première année commune à tous les étudiants est basée sur un faisceau d’initiations et d’expériences pratiques et théoriques. Le temps se répartit autour des cours d’initiation (dessin, peinture, volume, infographie, photographie, vidéo) et de culture générale (histoire des arts, langues étrangères) auxquels s’allient sans hiérarchie les conférences, les workshops, les voyages, et les visites d’expositions. 
- En deuxième année, le contenu des enseignements et les options permettent à l’étudiant de rentrer dans la section choisie « art » ou « design d’espaces », phase finalisée par le DNA art ou design d’espaces (Bac+3).
- Les quatrième et cinquième années amènent l’étudiant à développer un projet artistique propre et élaborer une recherche se traduisant par la présentation d’un travail plastique et la soutenance d’un mémoire pour l’obtention du DNSEP.

#### Option Art
L’option Art soutient le parcours de jeunes plasticiens, qui devront au cours de cinq années de formation développer un projet plastique personnel. Durant les deux premières années, les cours sont construits autour de pratiques fondamentales (dessin, sculpture, installation, son, performance, image, vidéo, etc.). L’objectif est de permettre aux étudiants de formuler une pensée plastique complexe. L’école est en ce sens un lieu ressource, d’expérimentation, d’échange, où se transmettent des savoirs et des pratiques, où les parcours étudiants se construisent en commun.

#### Option design d'espaces
L’école inscrit son enseignement design autour des enjeux liés à l’espace. Sont abordés dans le cursus :
- La conception et la réalisation de l’objet, ses inscriptions culturelles.
- Les formes de représentations du projet : maquette, dessin, matériaux, modélisation en deux et trois dimensions.
- La nature des interventions dans l’espace (lumière, son, couleur), et la cohérence de leur usage dans un projet d’aménagement.
- Les dispositifs scénographiques (espace de l’exposition, espace de la performance et de la représentation publique).
- La contribution à la production technologique du design contemporain.
- L’innovation sociale : un design vecteur d’une modification de la perception de notre environnement, et levier pour une transformation des espaces urbains.

À l’ENSA Dijon l’option design d’espace s’oriente vers les mutations urbaines, les défis environnementaux, politiques et sociaux des villes au XXIe siècle, mobilisant des connaissances dans des domaines variés : urbanisme, écologie, smartcities, micro architecture, écoconception, urbanisme tactique, etc.

## Les partenariats
L’ENSA Dijon a développé des partenariats multiples avec les acteurs culturels, universitaires et les entreprises, sur la scène régionale, nationale et internationale. Les relations privilégiées avec les centres d’art le Consortium et le parc Saint-Léger à Pougues-les-Eaux, le musée des beaux-arts de Dijon, l’appartement-galerie Interface, le cinéma d’art et essai l'Eldorado, l'université de Bourgogne, le Grand Dijon, sont des éléments indéniables de présence dans la cité.
Au-delà des échanges avec des écoles européennes dans le cadre des programmes Erasmus, l’école a mis en place des conventions de séjours d’étudiants à travers le monde (quarante partenariats au total).

## Directeurs
- François Devosge fondateur de l'école de dessin, de 1765 à sa mort en 1811
- Anatole Devosge, de 1811 à sa mort en 1850
- Louis Boulanger, de 1860 à sa mort en 1867
- Charles Ronot, en 1880
- Max Blondat, de 1917 à 1919
- Ovide Yencesse de 1919 à 1934
- Anne Dallant, de 2010 à 2014
- Sophie Claudel, de 2014 à 2023
- Amel Nafti, depuis 2023

## Enseignants
- Pierre-Paul Darbois (1785-1861), sculpture, du 12 novembre 1829 au 30 septembre 1861.
- François Devosge.
- Anatole Devosge.
- Claude Hertenberger (1912-2002), gravure[8].
- Pierre Honoré (1908-1996), prix de Rome en sculpture de 1928, enseigne la sculpture.
- Uli Meisenheimer, graphiste, de 2008 à 2010.
- Jean-Claude Naigeon, peinture.
- François Pompon, actif en 1919.
- Ovide Yencesse, médailleur.
- Romain Souverbie, de 1961 à 1992.
- Anne Brégéaut, peinture et dessin[9].
- Nathalie Magnan (1998 - 2006)

## Anciens élèves notoires
- Edme Bovinet
- FX Combes.
- Yan Pei-Ming.
- Lydie Jean-Dit-Pannel.
- Pierre-Paul Prud'hon.
- Maéva Ranaïvojaona.
- François Rude.
- Sophie Rude, née (Sophie Frémiet).
- Pierre Travaux (1822-1869).
- Hubert Yencesse, en 1919, élève de François Pompon.
- Geff Strik, prix de la Fondation de France, Resident artist at the Florida Orchestra depuis 2018.
- Ferréol Babin, designer français.